# Fűrészescápa-alakúak
A fűrészescápa-alakúak (Pristiophoriformes) a porcos halak (Chondrichthyes) osztályának egy rendje. 1  család és 5 élő faj tartozik a rendbe.

## Rendszerezés
A rend az alábbi családot és nemeket foglalja magában.
- Pristiophoridae  (Bleeker, 1859) 2 nem tartozik a családhoz
  - Pliotrema (Regan, 1906) – 1 faj
    - Pliotrema warreni

  - Pristiophorus  (Müller & Henle, 1837) – 4 faj
    - Pristiophorus cirratus
    - Pristiophorus japonicus
    - Pristiophorus nudipinnis
    - Pristiophorus schroederi